# Zerynthia caucasica
Zerynthia caucasica is een vlinder uit de familie pages (Papilionidae). De wetenschappelijke naam van deze soort is voor het eerst geldig gepubliceerd in 1864 door Lederer.
De soort komt voor in Armenië, Georgië, Azerbeidzjan en Turkije. Hij staat op de Rode Lijst van de IUCN als kwetsbaar.